# Cueva de Belen
La cueva de Belén (en idioma georgiano:ბეთლემის გამოქვაბული) es una cueva de Georgia, ubicada en el monte Kazbek, a una altitud de aproximadamente 4100 m sobre el nivel del mar. La entrada está expuesta en un escarpado acantilado de andesita rojizo (a una altura de unos 300-400 m por encima de la base de la roca). La cueva de Belén está mencionada por Vakhushti Batonishvili en su obra Descripción del Reino de Georgia.

## Historia
La primera mención de la cueva que contiene una crónica georgiana Kartlis Tskhovreba, según la cual un centenar de jóvenes de soldados khevsurs se escondieron, de los soldados de Timur Leng que se les acercaban, en esta cueva del tesoro de la reina Tamara de Georgia y por temor a la divulgación de secretos, se mataron entre sí.
En el siglo XVIII, la cueva tallada en las rocas altas de Kazbek, también fue mencionada por el historiador y príncipe georgiano Vakhushti Batonishvili en la Geografía de Georgia:

En la roca Mkinvari, que es muy alta, las cuevas están talladas y se llaman Bethlemy. Levantar allí es difícil: porque la cadena de hierro se baja de la cueva y sube por ella. Dicen que está la cuna del Señor, de pie sin pilares, sin una cuerda (dicen) y sobre otros milagros, pero estoy callado acerca de ellos. Debajo de ellos hay un monasterio tallado en una roca (este) ahora vacío.

## Descubrimiento de la cueva
En las entradas de su diario, el montañero Levan Sudzhashvili en 1947 anotó que vio una cueva con una puerta de hierro y una cadena descendente en una roca al noreste de la cima de Kazbek.
En enero de 1948, un grupo de montañeros liderados por Alexandra Dzhaparidze exploraron la cueva, encontrando una cadena de metal colgante de 5.5 metros de largo en la entrada. La cueva tenía una bóveda con forma de cúpula, paredes redondeadas y un piso pavimentado con baldosas cuadrangulares. Se encontró el altar de la iglesia, los utensilios de la iglesia medieval, el estandarte de la iglesia, que data de los siglos X-XI, unas monedas del siglo XV-XVIII y otros artículos. Según un grupo de investigadores, los visitantes más recientes habían abandonado el templo de la cueva hace unos 100 años. En el museo de historia local de Kazbegi almacena los objetos encontrados de la cueva de Belén.
No lejos de la cueva, las celdas de los monjes, una lápida, una cruz de piedra y un pilar se encontraron tallados en la roca. Estos hallazgos llevaron a la conclusión de que la cueva era el «templo de cristianos en una cueva de montaña» más antiguo y más alto del mundo, que y el complejo monástico data de los siglos VI al VII.